# جون فروثينغهام
جون فروثينغهام (بالإنجليزية: John Frothingham)‏ هو شخصية أعمال أمريكي، ولد في 1788 في بورتلاند في الولايات المتحدة، وتوفي في 22 مايو 1870 في مونتريال في كندا.